# Justin Cochrane
Justin Vincent Cochrane (* 26. Januar 1982 in Hackney, London) ist ein aus England stammender ehemaliger Fußballnationalspieler von Antigua und Barbuda. 

## Vereinskarriere
Cochrane begann seine Profikarriere bei den Queens Park Rangers. Am letzten Spieltag der Saison 2000/01 gab er in der 55. Minute sein Debüt, um nur 17 Minuten später des Feldes verwiesen zu werden. Es blieb bis zu seinem Abgang 2002 sein einziger Ligaeinsatz für QPR und er schloss sich dem FC Hayes in der Isthmian League an. Ein Jahr später kehrte er in die Football League zurück und unterschrieb beim Zweitligisten Crewe Alexandra. 2006 stieg Crewe in die dritte Liga ab und Cochrane, der in den Monaten zuvor auf Leihbasis beim FC Gillingham spielte, wechselte ablösefrei zu Rotherham United. Rotherham, wegen finanzieller Probleme mit zehn Minuspunkten in die Saison gestartet, stieg am Saisonende in die Football League Two ab und löste den Vertrag mit Cochrane wieder auf.
In der Folgezeit spielte er überwiegend auf vertragsloser Basis bei Yeovil Town, dem FC Millwall und Rushden & Diamonds. Im Februar 2009 unterschrieb er bei Aldershot Town einen Vertrag bis Saisonende, der dortige Manager Gary Waddock trainierte Cochrane bereits als Jugendlichen bei QPR. Nachdem sein Vertrag bei Aldershot ausgelaufen und nicht verlängert worden war, unterschrieb Cochrane bei Hayes & Yeading United in der Conference National.

## Nationalmannschaft
Cochrane spielt seit 2008 für die Nationalmannschaft von Antigua und Barbuda. Er kam in den beiden Qualifikationsspielen für die Fußball-Weltmeisterschaft 2010 gegen Kuba ebenso zum Einsatz wie in der 2. Runde des CFU Caribbean Cup 2008, in der sich Antigua für die Finalrunde qualifizierte.
Cochrane zeichnete später auch dafür verantwortlich, für Antigua spielberechtigte Fußballer für das Nationalteam zu rekrutieren, unter anderem Mikele Leigertwood.

## Trainerkarriere
Bereits seit 2009 gehörte Cochrane zum Trainerstab in der Jugendakademie von Tottenham Hotspur. 2018 wurde er Trainer der englischen U15-Nationalmannschaft, 2019 stieg er zum Cheftrainer der U16 auf.